# Tornei di tennis maschili nel 1945
Prima della nascita della cosiddetta "Era Open" del tennis, ossia l'apertura ai tennisti professionisti dei tornei che prima di quell'anno erano riservati ai tennisti dilettanti. Nel 1945 i tornei si distinguevano in pro e amatoriali: ai primi potevano partecipare solo i giocatori professionisti, mentre ai secondi potevano partecipare solo i tennisti dilettanti. Tutti i tornei più importanti erano amatoriali tra questi c'erano i tornei del Grande Slam. A causa della seconda guerra mondiale la maggior parte dei tornei furono cancellati, gli altri si disputarono lontano dagli scenari bellici: tra questi c'era lo U.S. National Championships, unico torneo dello Slam disputato durante la guerra.

## Calendario

### Legenda
| Tornei amatoriali       |
| Tornei professionistici |

### Gennaio
Nessun torneo

### Febbraio
| Settimana   | Torneo                                                             | Vincitore                   | Finalista         | Semifinalisti | Eliminati ai quarti |
| ----------- | ------------------------------------------------------------------ | --------------------------- | ----------------- | ------------- | ------------------- |
| 4 febbraio  | Torneo di La Jolla 1945 La Jolla, USA Singolare - Doppio           | Frank Andrew Parker 6-2 6-3 | Morey Lewis       |               |                     |
| 4 febbraio  | Torneo di La Jolla 1945 La Jolla, USA Singolare - Doppio           |                             |                   |               |                     |
| 26 febbraio | Eastern Indoor Championships 1945 New York, USA Singolare - Doppio | Bill Talbert 6-2 6-1 6-0    | Herbert L. Bowman |               |                     |
| 26 febbraio | Eastern Indoor Championships 1945 New York, USA Singolare - Doppio |                             |                   |               |                     |

### Marzo
| Settimana | Torneo                                                                            | Vincitore                            | Finalista              | Semifinalisti | Eliminati ai quarti |
| --------- | --------------------------------------------------------------------------------- | ------------------------------------ | ---------------------- | ------------- | ------------------- |
| 10 marzo  | World Pro Championships 1945 San Francisco, USA Cemento indoor Singolare - Doppio | Frank Kovacs 14-12 6-3               | Welby van Horn         |               |                     |
| 10 marzo  | World Pro Championships 1945 San Francisco, USA Cemento indoor Singolare - Doppio | Frank Kovacs George Lyttleton Rogers | Bill Tilden Jack Jossi |               |                     |

### Aprile
| Settimana | Torneo                                                                             | Vincitore                                | Finalista              | Semifinalisti | Eliminati ai quarti |
| --------- | ---------------------------------------------------------------------------------- | ---------------------------------------- | ---------------------- | ------------- | ------------------- |
| 29 aprile | North & South Pro Championships 1945 Pinehurst, USA Terra rossa Singolare - Doppio | Welby van Horn 8-6 6-0 6-3               | Dick Skeen             |               |                     |
| 29 aprile | North & South Pro Championships 1945 Pinehurst, USA Terra rossa Singolare - Doppio | Welby van Horn Teddy Rericha 6-4 8-6 6-4 | Dick Skeen Ed Copeland |               |                     |

### Maggio
| Settimana | Torneo                                                                    | Vincitore                 | Finalista     | Semifinalisti | Eliminati ai quarti |
| --------- | ------------------------------------------------------------------------- | ------------------------- | ------------- | ------------- | ------------------- |
| 27 maggio | River Plate Championships 1945 Buenos Aires, Argentina Singolare - Doppio | Heraldo Weiss 6-2 6-1 6-3 | Enrique Morea |               |                     |
| 27 maggio | River Plate Championships 1945 Buenos Aires, Argentina Singolare - Doppio |                           |               |               |                     |

### Giugno
| Settimana | Torneo                                                                              | Vincitore                 | Finalista      | Semifinalisti | Eliminati ai quarti |
| --------- | ----------------------------------------------------------------------------------- | ------------------------- | -------------- | ------------- | ------------------- |
| 10 giugno | California State Championships 1945 Berkeley, USA Singolare - Doppio                | Morey Lewis 6-4 6-4       | Harry Buttimer |               |                     |
| 10 giugno | California State Championships 1945 Berkeley, USA Singolare - Doppio                |                           |                |               |                     |
| 30 giugno | National Collegiate Championships 1945 Evanston, USA Terra rossa Singolare - Doppio | Pancho Segura 6-2 6-3 6-3 | Frank Mehner   |               |                     |
| 30 giugno | National Collegiate Championships 1945 Evanston, USA Terra rossa Singolare - Doppio |                           |                |               |                     |

### Luglio
| Settimana | Torneo | Vincitore                         | Finalista                        | Semifinalisti | Eliminati ai quarti |
| --------- | --- | --------------------------------- | -------------------------------- | ------------- | ------------------- |
| 1º luglio | U.S. Pro Championships 1945 (US Pro Clay Court Championships) New York, USA Terra rossa Singolare - Doppio | Welby van Horn 6–4, 6–2, 6–2      | John Nogrady                     |               |                     |
| 1º luglio | U.S. Pro Championships 1945 (US Pro Clay Court Championships) New York, USA Terra rossa Singolare - Doppio | Vincent Richards Bill Tilden      | Welby van Horn Dick Skeen        |               |                     |
| 2 luglio  | Tri-State Championships 1945 Cincinnati, USA Terra rossa Singolare - Doppio                                | Bill Talbert 6-2 7-9 6-2          | Elwood Cooke                     |               |                     |
| 2 luglio  | Tri-State Championships 1945 Cincinnati, USA Terra rossa Singolare - Doppio                                | Bill Talbert Hal Surface 6-2, 6-2 | Sarah Palfrey Cooke Elwood Cooke |               |                     |
| 8 luglio  | U.S. Men's Clay Court Championships 1945 Chicago, USA Terra rossa Singolare - Doppio                       | Bill Talbert 6-4 4-6 6-2 2-6 6-2  | Pancho Segura                    |               |                     |
| 8 luglio  | U.S. Men's Clay Court Championships 1945 Chicago, USA Terra rossa Singolare - Doppio                       | Pancho Segura Bill Talbert        |                                  |               |                     |
| 16 luglio | Western Championships 1945 Neenah, USA Singolare - Doppio                                                  | Bill Talbert 6-2 6-8 7-5          | Elwood Cooke                     |               |                     |
| 16 luglio | Western Championships 1945 Neenah, USA Singolare - Doppio                                                  |                                   |                                  |               |                     |
| 24 luglio | Pennsylvania Lawn Tennis Championship 1945 Haverford, USA Singolare - Doppio                               | Bill Talbert                      |                                  |               |                     |
| 24 luglio | Pennsylvania Lawn Tennis Championship 1945 Haverford, USA Singolare - Doppio                               |                                   |                                  |               |                     |
| 24 luglio | Eastern Clay Court Championships 1945 Jackson Heights, USA Singolare - Doppio                              | Elwood Cooke 8-6 6-4 7-5          | Sidney Wood                      |               |                     |
| 24 luglio | Eastern Clay Court Championships 1945 Jackson Heights, USA Singolare - Doppio                              |                                   |                                  |               |                     |
| 30 luglio | Seabright Invitational 1945 Seabright, USA Singolare - Doppio                                              | Bill Talbert 6-2 3-6 6-2 6-4      | Gardnar Mulloy                   |               |                     |
| 30 luglio | Seabright Invitational 1945 Seabright, USA Singolare - Doppio                                              |                                   |                                  |               |                     |

### Agosto
| Settimana | Torneo                                                                      | Vincitore                | Finalista          | Semifinalisti | Eliminati ai quarti |
| --------- | --------------------------------------------------------------------------- | ------------------------ | ------------------ | ------------- | ------------------- |
| 6 agosto  | Tournoi de France 1945 Parigi, Francia Singolare - Doppio                   | Yvon Petra 7-5 6-4 6-2   | Bernard Destremeau |               |                     |
| 6 agosto  | Tournoi de France 1945 Parigi, Francia Singolare - Doppio                   |                          |                    |               |                     |
| 7 agosto  | Delaware State Championships 1945 Wilmington, USA Singolare - Doppio        | Bill Talbert 0-6 6-2 6-2 | Pancho Segura      |               |                     |
| 7 agosto  | Delaware State Championships 1945 Wilmington, USA Singolare - Doppio        |                          |                    |               |                     |
| 15 agosto | Eastern Grass Court Championships 1945 South Orange, USA Singolare - Doppio | Bill Talbert 6-4 6-2 6-4 | Pancho Segura      |               |                     |
| 15 agosto | Eastern Grass Court Championships 1945 South Orange, USA Singolare - Doppio |                          |                    |               |                     |
| 26 agosto | Southampton Invitation 1945 Southampton, USA Singolare - Doppio             | Bill Talbert 6-4 6-2 6-4 | Alejo Russell      |               |                     |
| 26 agosto | Southampton Invitation 1945 Southampton, USA Singolare - Doppio             |                          |                    |               |                     |

### Settembre
| Settimana    | Torneo                                                                           | Vincitore                                           | Finalista                 | Semifinalisti | Eliminati ai quarti |
| ------------ | -------------------------------------------------------------------------------- | --------------------------------------------------- | ------------------------- | ------------- | ------------------- |
| 15 settembre | U.S. National Championships 1945 New York, USA Erba Singolare - Doppio           | Frank Andrew Parker 14-12 6-1 6-2                   | Bill Talbert              |               |                     |
| 15 settembre | U.S. National Championships 1945 New York, USA Erba Singolare - Doppio           | Gardnar Mulloy Bill Talbert 12-10, 8-10, 12-10, 6-2 | Bob Falkenburg Jack Tuero |               |                     |
| 25 settembre | Pacific Southwest Championships 1945 Los Angeles, USA Cemento Singolare - Doppio | Frank Andrew Parker 6-2 6-4                         | Herbert Flam              |               |                     |
| 25 settembre | Pacific Southwest Championships 1945 Los Angeles, USA Cemento Singolare - Doppio |                                                     |                           |               |                     |

### Ottobre
| Settimana  | Torneo                                                                                                  | Vincitore                              | Finalista                  | Semifinalisti | Eliminati ai quarti |
| ---------- | --- | -------------------------------------- | -------------------------- | ------------- | ------------------- |
| 3 ottobre  | Pacific Coast Championships 1945 San Francisco, USA Cemento Singolare - Doppio                          | Tom Brown 6-2 2-6 6-3                  | Harry Likas                |               |                     |
| 3 ottobre  | Pacific Coast Championships 1945 San Francisco, USA Cemento Singolare - Doppio                          | Tom Brown Harry Buttimer 8-1, 6-3, 6-4 | Edwin Amark Myron McNamara |               |                     |
| 6 ottobre  | Sydney Metropolitan Grass Court Championships 1945 Sydney, Australia Erba Singolare - Doppio            | Dinny Pails 6-2 6-3                    | Jack Crawford              |               |                     |
| 6 ottobre  | Sydney Metropolitan Grass Court Championships 1945 Sydney, Australia Erba Singolare - Doppio            |                                        |                            |               |                     |
| 15 ottobre | Pan American International Championships 1945 Città del Messico, Messico Terra rossa Singolare - Doppio | Frank Andrew Parker 9-7 3-6 6-2 8-6    | Pancho Segura              |               |                     |
| 15 ottobre | Pan American International Championships 1945 Città del Messico, Messico Terra rossa Singolare - Doppio |                                        |                            |               |                     |

### Novembre
| Settimana   | Torneo                                                                                       | Vincitore                                      | Finalista                 | Semifinalisti               | Eliminati ai quarti                                  |
| ----------- | -------------------------------------------------------------------------------------------- | ---------------------------------------------- | ------------------------- | --------------------------- | ---------------------------------------------------- |
| 4 novembre  | New South Wales Hard Court Championships 1945 Rockdale, Australia Cemento Singolare - Doppio | Geoff Brown 6-2 6-3                            | E. Seiler                 |                             |                                                      |
| 4 novembre  | New South Wales Hard Court Championships 1945 Rockdale, Australia Cemento Singolare - Doppio |                                                |                           |                             |                                                      |
| 24 novembre | New South Wales Championships 1945 Sydney, Australia Erba Singolare - Doppio                 | Dinny Pails 6-1, 6-2, 6-4                      | John Bromwich             | Geoffrey Brown Harry Hopman | Don Rocavert Jack Harper Robert Barnes Jack Crawford |
| 24 novembre | New South Wales Championships 1945 Sydney, Australia Erba Singolare - Doppio                 | J Harper Lionel Brodie 6-8, 4-6, 6-4, 6-4, 6-4 | Jack Crawford Dinny Pails | Geoffrey Brown Harry Hopman | Don Rocavert Jack Harper Robert Barnes Jack Crawford |

### Dicembre
| Settimana   | Torneo                                                                           | Vincitore                                        | Finalista                 | Semifinalisti | Eliminati ai quarti |
| ----------- | -------------------------------------------------------------------------------- | ------------------------------------------------ | ------------------------- | ------------- | ------------------- |
| 9 dicembre  | US Pro Hard Court Championships 1945 Los Angeles, USA Cemento Singolare - Doppio | Bobby Riggs 9-11 6-3 6-2 6-0                     | Don Budge                 |               |                     |
| 9 dicembre  | US Pro Hard Court Championships 1945 Los Angeles, USA Cemento Singolare - Doppio |                                                  |                           |               |                     |
| 15 dicembre | Victorian Championships 1945 Melbourne, Australia Erba Singolare - Doppio        | John Bromwich 6-3 6-4 6-2                        | Dinny Pails               |               |                     |
| 15 dicembre | Victorian Championships 1945 Melbourne, Australia Erba Singolare - Doppio        |                                                  |                           |               |                     |
| 30 dicembre | Santa Barbara Pro Championships 1945 Santa Barbara, USA Singolare - Doppio       | Bobby Riggs 4-6 6-1 7-5 6-3                      | Fred Perry                |               |                     |
| 30 dicembre | Santa Barbara Pro Championships 1945 Santa Barbara, USA Singolare - Doppio       | Bill Tilden Lester Stoefen 7-5 1-6 2-6 8-6 15-13 | Bobby Riggs Johnny Faunce |               |                     |

## Senza data
| Settimana  | Torneo                                                                                    | Vincitore                   | Finalista       | Semifinalisti | Eliminati ai quarti |
| ---------- | ----------------------------------------------------------------------------------------- | --------------------------- | --------------- | ------------- | ------------------- |
| Senza data | Paris International Championships 1945 Parigi, Francia Singolare - Doppio                 | Yvon Petra                  | Marcel Bernard  |               |                     |
| Senza data | Paris International Championships 1945 Parigi, Francia Singolare - Doppio                 |                             |                 |               |                     |
| Senza data | Czechoslovakian International Championships 1945 Praga, Cecoslovacchia Singolare - Doppio | Jaroslav Drobny 6-1 6-1 6-2 | Vojtech Vodicka |               |                     |
| Senza data | Czechoslovakian International Championships 1945 Praga, Cecoslovacchia Singolare - Doppio |                             |                 |               |                     |
| Senza data | French Covered Court Championships 1945 Parigi, Francia Singolare - Doppio                | Henri Cochet                | Marcel Bernard  |               |                     |
| Senza data | French Covered Court Championships 1945 Parigi, Francia Singolare - Doppio                |                             |                 |               |                     |